# Kjeldbjerg
Kjeldbjerg – miasto w Danii, w regionie Jutlandia Środkowa, w gminie Viborg.